# 盘庚
盤庚（？—前1277），商朝中后期君主。子姓，名旬。商汤九代孙，帝祖丁之子，帝阳甲之弟，《太平御覽》引《史記》稱其在位28年。夏商周断代工程把盘庚時期定在前1300年左右。

## 生平
商朝自中丁以來，国势逐渐衰落。弟子爭相代立，諸侯不再来朝。
盤庚之父为帝祖丁。祖丁驾崩，其弟沃甲之子南庚立为王。南庚崩，祖丁之子陽甲即位。陽甲统治期间，商朝继续衰落。
陽甲驾崩之后，盤庚作为其弟继承王位。商朝此前已经五次迁都，朝廷居无定所。盤庚即位之初，国都位于奄（今山东曲阜）。盤庚力排众议，迁都于殷（今河南安阳西北）（《史記》說遷都到亳，即今河南偃師），史称“盘庚迁殷”。盘庚迁殷后，继续“行汤之政，然后百姓由宁，殷道复兴”，經歷了一段繁盛時期，故後世又稱商為「殷商」。他死后小辛繼位，“百姓思盘庚”，乃作盘庚三篇，即保存在今文《尚书》中的《盘庚》三篇。